# Province de la baie du Massachusetts
1691–1776
Entités précédentes :
- Colonie de Plymouth
- Colonie de la baie du Massachusetts

Entités suivantes :
- Massachusetts
- Nouvelle-Écosse

La province de la baie du Massachusetts était une colonie de la couronne créée le 7 octobre 1691 en Amérique du Nord par Guillaume III et son épouse Marie II, souverains d'Angleterre et d'Écosse.

## Histoire
La charte qui la créa fut décrétée le 14 mai 1692 et regroupait : la colonie de la baie du Massachusetts, la colonie de Plymouth, Martha's Vineyard, Nantucket, la Province du Maine, ainsi que le territoire connu sous le nom de Nouvelle-Écosse (cette dernière fut séparée en 1696 de la Province de la baie du Massachusetts, pour constituer une province à part en 1713). En revanche, la province du New Hampshire gagna son indépendance vis-à-vis de la colonie de la baie du Massachusetts lors de la création de la Province et fut donc intégrée à la nouvelle province ainsi constituée.
La Charte constitutive de la province fut modifiée par la « Charte explicative » de George Ier de Grande-Bretagne qui étendit les droits originaux accordés à la colonie.
À la suite de la guerre de Sept Ans, dans les années 1760 et 1770, la résistance aux nouvelles taxes et lois votées par le Parlement britannique pour financer le maintien des troupes dans les colonies s'organisa. Dans le Massachusetts plus qu'ailleurs, cette intrusion inédite du pouvoir britannique dans les affaires coloniales suscita de la rancœur et de l'opposition, qui prit progressivement une forme de plus en plus violente. Après le passage du Stamp Act, une taxe sous forme de droit de timbre, en 1765, les radicaux de Boston s'organisèrent et prirent le nom de Fils de la Liberté. La maison d'Andrew Oliver, l'agent du timbre, fut saccagée, et son effigie brûlée. Peu après, c'est la maison du lieutenant gouverneur, Thomas Hutchinson, qui fut détruite par la foule en colère.
Le Stamp Act fut abrogé en 1766, mais rapidement remplacé par de nouvelles taxes à travers les Townshend Acts, qui provoquèrent à leur tour la colère des colons. La chambre des représentants du Massachusetts les trouva anticonstitutionnelles et le fit savoir à travers une lettre circulaire envoyée aux autres colonies. Les élus confirmèrent plus tard leur position par une écrasante majorité, en dépit de la requête du Secrétaire d’État aux colonies, Lord Hillsborough, qui leur avait demandé de révoquer leur circulaire. En représailles, le gouverneur Francis Bernard dissout l'assemblée de la province. Les colons ainsi privés de leur assemblée élue se radicalisèrent, formant des groupes parfois violents qui s'enflammaient à la moindre étincelle, comme lorsque le Liberty, le bateau de John Hancock, marchand et homme politique influent de la province, fut saisi par les officiers des douanes.

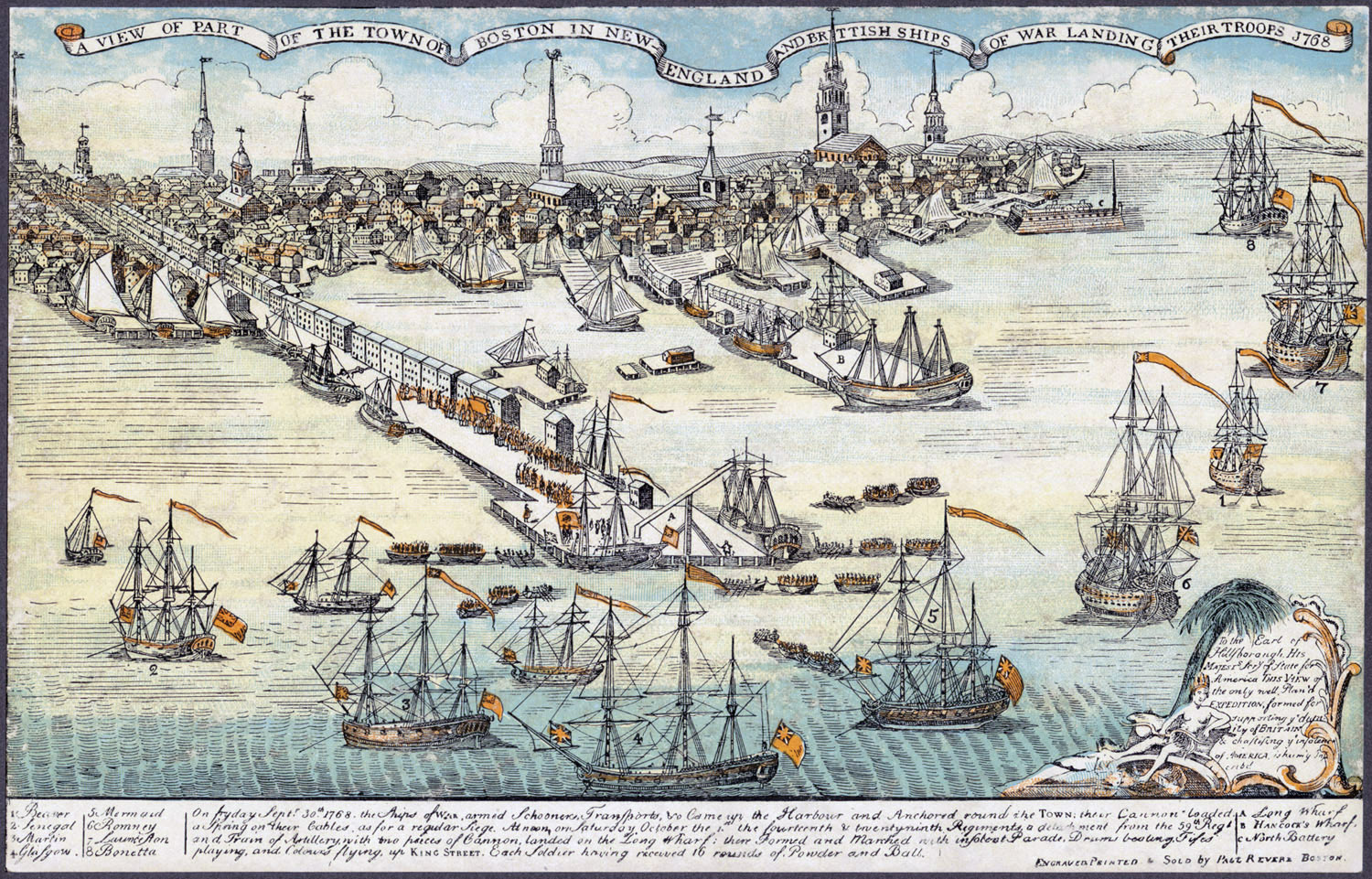
Gravure de Paul Revere illustrant l'arrivée des troupes britanniques dans le port de Boston en 1768.

Le mois d'octobre 1768 marqua un tournant dans l'escalade des tensions entre colons américains et autorités britanniques, avec l'arrivée dans le port de Boston de deux régiments venus d'Irlande en renfort pour mettre le Massachusetts au pas. La ville de 15 000 habitants comptait en 1769 près de 4 000 soldats britanniques, et les heurts entre civils et soldats se multiplièrent, culminant le 5 mars 1770 avec le massacre de Boston.
En 1773, la taxe sur le thé imposée par le Tea Act entraine la Boston Tea Party. Le gouvernement britannique, mené par Lord North, décida alors de durcir le ton avec les colonies, en votant une série de lois connues sous le nom de Coercive Acts en Grande-Bretagne et Intolerable Acts en Amérique. Il s'agissait de quatre lois, dont deux ciblaient spécifiquement le Massachusetts. Le but était de faire un exemple de la colonie la plus rebelle, et si possible de l'isoler des autres colonies. La fermeture du Port de Boston devait profiter aux autres colonies par une hausse de leur propre commerce. Mais au lieu de les diviser, les mesures punitives les ont rapprochées, car le sentiment était que le sort de Boston et du Massachusetts pouvait devenir le sort de toute autre ville et de toute autre colonie, si Londres en décidait ainsi. La solidarité se mit en place et on envoya des produits et marchandises aussi bien du Connecticut que de Caroline du Sud.
En même temps que les Intolerable Acts furent votés, le Commandant en Chef de l'armée britannique en Amérique du Nord, Thomas Gage, fut nommé Gouverneur du Massachusetts. Il reçut des ordres de Londres, lui demandant d'arrêter les chefs de file de la contestation au Massachusetts, notamment John Hancock et Samuel Adams, et de confisquer toute arme et matériel militaire des mains des colons. Lors d'une mission de ce type dans la ville de Concord, le 18 avril 1775 une bataille éclata entre les milices du Massachusetts et les tuniques rouges de l'armée britannique, marquant le début de la Guerre d'Indépendance.
La Constitution dans laquelle la forme de gouvernement fut retenue a été convenue à Cambridge en octobre 1779 puis fut adoptée par les délégués en juin 1780 pour entrer en vigueur le « dernier mercredi d'octobre prochain » ("the last Wednesday of October next"). Celle-ci établissait d'un Commonwealth.

## Personnalités importantes de la province
- John Adams, avocat et futur président des États-Unis.
- Samuel Adams, homme politique et futur gouverneur de l'État.
- John Hancock, marchand et futur président du Congrès continental au moment de la signature de la Déclaration d'indépendance.
- James Otis, avocat et opposant au pouvoir britannique.
- Paul Revere, héros de la bataille de Lexington et Concord.
- Joseph Warren, médecin et futur général de l'armée continentale.

## Sources
- (en) Cet article est partiellement ou en totalité issu de l’article de Wikipédia en anglais intitulé « Province of Massachusetts Bay » (voir la liste des auteurs).
- (en) Gordon S. Wood, The American Revolution : A History, New York, Modern Library, 2002, 190 p. (ISBN 0-8129-7041-1)

## Compléments